# Heinrich Kreft

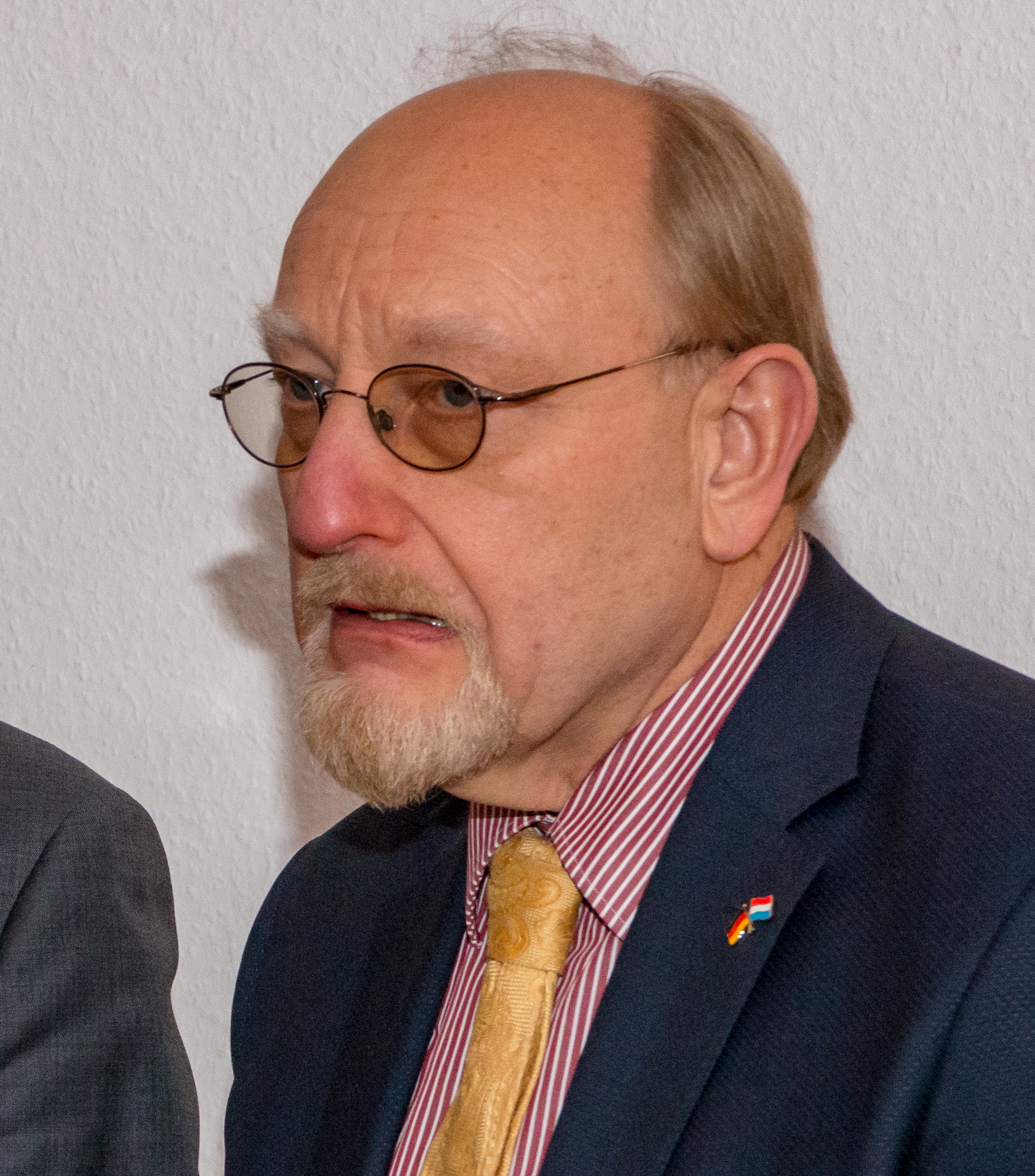
Heinrich Kreft im Februar 2018

Heinrich Bernhard Kreft (* 29. Juli 1958 in Steinfurt) ist ein deutscher Diplomat und war von September 2016 bis September 2020 Botschafter in Luxemburg.

## Leben
Aufgewachsen in Steinfurt, studierte Heinrich Kreft nach dem Abitur von 1978 bis 1984 Politikwissenschaften, Geschichte, Soziologie und Volkswirtschaft an der Westfälischen Wilhelms-Universität in Münster, am Juniata College in Huntingdon, Pennsylvania, sowie am Institut d’études politiques de Paris und dem Institut des Hautes Etudes de l´Amérique Latine der Sorbonne Nouvelle. Mit seiner Dissertation über Genossenschaften in Ecuador wurde er 1987 zum Dr. phil. promoviert.
Die ersten Verwendungen im diplomatischen Dienst fand Kreft in La Paz (1988–91) und Tokio (1991–94), bevor er von 1996 bis 2001 im Planungsstab des Auswärtigen Amtes in Berlin für amerikanische und asiatische Wirtschaftspolitik zuständig war. 2001 wechselte er nach Washington, D.C., wo er zunächst bis 2002 Gastdozent an verschiedenen US-amerikanischen Denkfabriken wie zum Beispiel dem Woodrow Wilson International Center for Scholars und der Heritage Foundation war und schließlich bis 2004 als Leiter des Wirtschaftsdienstes an der Deutschen Botschaft eingesetzt wurde.
Die nächsten zehn Jahre verbrachte Kreft in Berlin, erst als stellvertretender Leiter des Planungsstabes im Auswärtigen Amt (bis 2005), dann als Referent für Außen- und Sicherheitspolitik der CDU/CSU-Bundestagsfraktion und schließlich ab 2010 als Botschafter und Sonderbeauftragter für den Dialog zwischen den Kulturen. Seine nächste Auslandsverwendung führte ihn im September 2014 nach Madrid, wo Heinrich Kreft als Gesandter und Stellvertreter des Botschafters diente.
Am 22. Juli 2016 trat er schließlich seinen Dienst als Botschafter der Bundesrepublik Deutschland im Großherzogtum Luxemburg an, wo er sein Beglaubigungsschreiben am 28. September 2016 Großherzog Henri von Nassau übergab. Im September 2020 übergab er sein Amt an Ullrich Wilhelm Klöckner. Er war anschließend bis zum Ende des Sommersemesters 2024 Leiter des Lehrstuhls für Diplomatie II der Andrássy Universität Budapest. Seit 2024 ist er Senior Fellow am Istanbul Policy Center.

## Privates
Heinrich Kreft ist verheiratet und hat vier Kinder.